# 斯科尔泽
斯科尔泽（義大利語：Scorzè），是意大利威尼托大区威尼斯省的一个市镇。总面积33平方公里，人口19032人，人口密度576.7人/平方公里（2009年）。国家统计（ISTAT）代码为027037。